# Proletär demokrati
Proletär demokrati (italienska: Democrazia Proletaria, DP) var ett kommunistiskt och socialistiskt parti i Italien, grundat 1975 och upplöst den 9 juni 1991. Partiet övergick till att bli en del av Partito della Rifondazione Comunista (PRC). 1979 hade DP ungefär 2 500 medlemmar, vilket hade ökat till över 10 000 medlemmar 1988. I Europaparlamentsvalet 1979 vann partiet ett mandat.